# City of York
City of York är en enhetskommun i grevskapet Lincolnshire i England, Storbritannien. Kommunen har 204 551 invånare (2022). Huvudort är staden York.
Enhetskommunen bildades 1996 genom en sammanslagning av dåvarande City of York (28 km²) och delar av kringliggande distrikt. Den tidigare City of York är en så kallad unparished area, den är inte indelad i civil parishes. I de delar av enhetskommunen som tillkom 1996 finns följande civil parishes:

- Acaster Malbis
- Askham Bryan
- Askham Richard
- Bishopthorpe
- Clifton Without
- Copmanthorpe
- Deighton
- Dunnington
- Earswick
- Elvington
- Fulford
- Haxby
- Heslington
- Hessay
- Heworth Without
- Holtby
- Huntington
- Kexby
- Murton
- Naburn
- Nether Poppleton
- New Earswick
- Osbaldwick
- Rawcliffe
- Rufforth with Knapton (med orten Rufforth)
- Skelton
- Stockton-on-the-Forest
- Strensall with Towthorpe
- Upper Poppleton
- Wheldrake
- Wigginton